# Sticherus hallieri
Sticherus hallieri là một loài dương xỉ trong họ Gleicheniaceae. Loài này được Christ Nakai mô tả khoa học đầu tiên năm 1950.
Danh pháp khoa học của loài này chưa được làm sáng tỏ. 